# Mabuya dominicana
Espèce
Mabuya dominicana est une espèce de sauriens de la famille des Scincidae.

## Répartition
Cette espèce est endémique de Dominique.

## Étymologie
Cette espèce est nommée en référence au lieu de sa découverte : la Dominique.

## Publication originale
- Garman, 1887 : On West Indian reptiles. Scincidae. Bulletin of the Essex Institute, vol. 19, p. 51-53 (texte intégral).